# Conspiración de Bielefeld

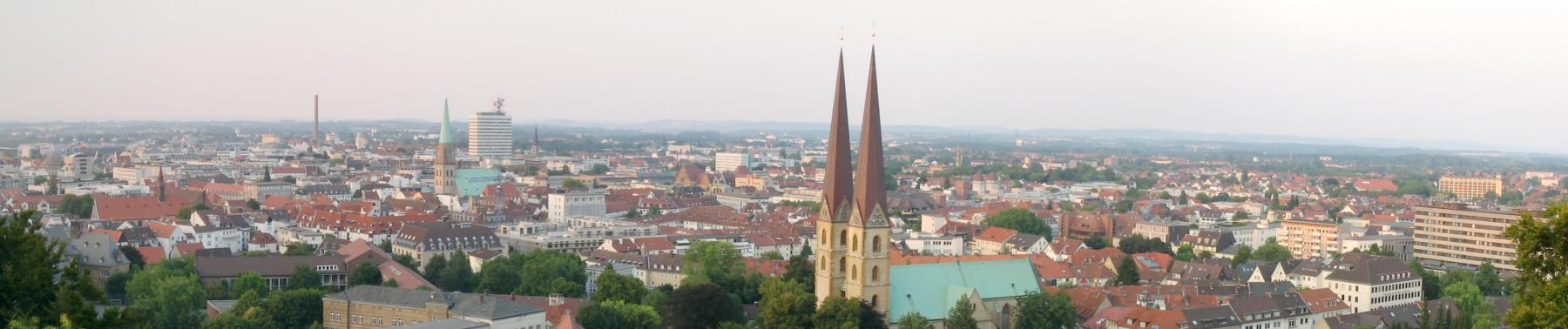
Vista de Bielefeld, en Alemania

La Conspiración de Bielefeld (en alemán: Bielefeld-Verschwörung) es un meme satírico sobre una falsa teoría de conspiración originada en 1993 en el Usenet alemán, que propone que la ciudad de Bielefeld, en Alemania, no existe, sino que es una ilusión propagada por varias fuerzas. Originalmente fue un fenómeno de internet, pero luego ha sido tomado para la redacción del marketing oficial de la ciudad e incluso fue referenciado por la canciller alemana Angela Merkel. Hoy cuenta con cierta popularidad entre los usuarios de Internet de ese país.

## Sinopsis
La tesis principal es la inexistencia de la ciudad de Bielefeld, de trescientos mil habitantes, situada en el estado de Renania del Norte-Westfalia; su existencia es aparente, producto de una campaña de desinformación promovida por el gobierno alemán en colaboración con una misteriosa agencia denominada «SIE» (siempre en mayúsculas), o «Ellos» en español.
Para demostrar la conspiración, proponen tres preguntas:
1. ¿Conoce usted a alguien que provenga de Bielefeld?
2. ¿Ha estado usted alguna vez allí?
3. ¿Conoce usted a alguien que haya estado en alguna ocasión?

El hecho de que posiblemente una mayoría de la gente responderá negativamente, «demuestra» la inexistencia de esa localidad. Aún una respuesta afirmativa a cualquiera de ellas levantaría las sospechas de una posible adhesión al grupo SIE y de ser promotor de la conspiración.
Para los acuñadores del meme los motivos de complot no están claros. Algunas versiones afirman que se trata de una tapadera para las acciones de organizaciones tan dispares como la CIA, el Mossad, o incluso extraterrestres, que se valen de su universidad como hangar para guardar ovnis.

## Historia

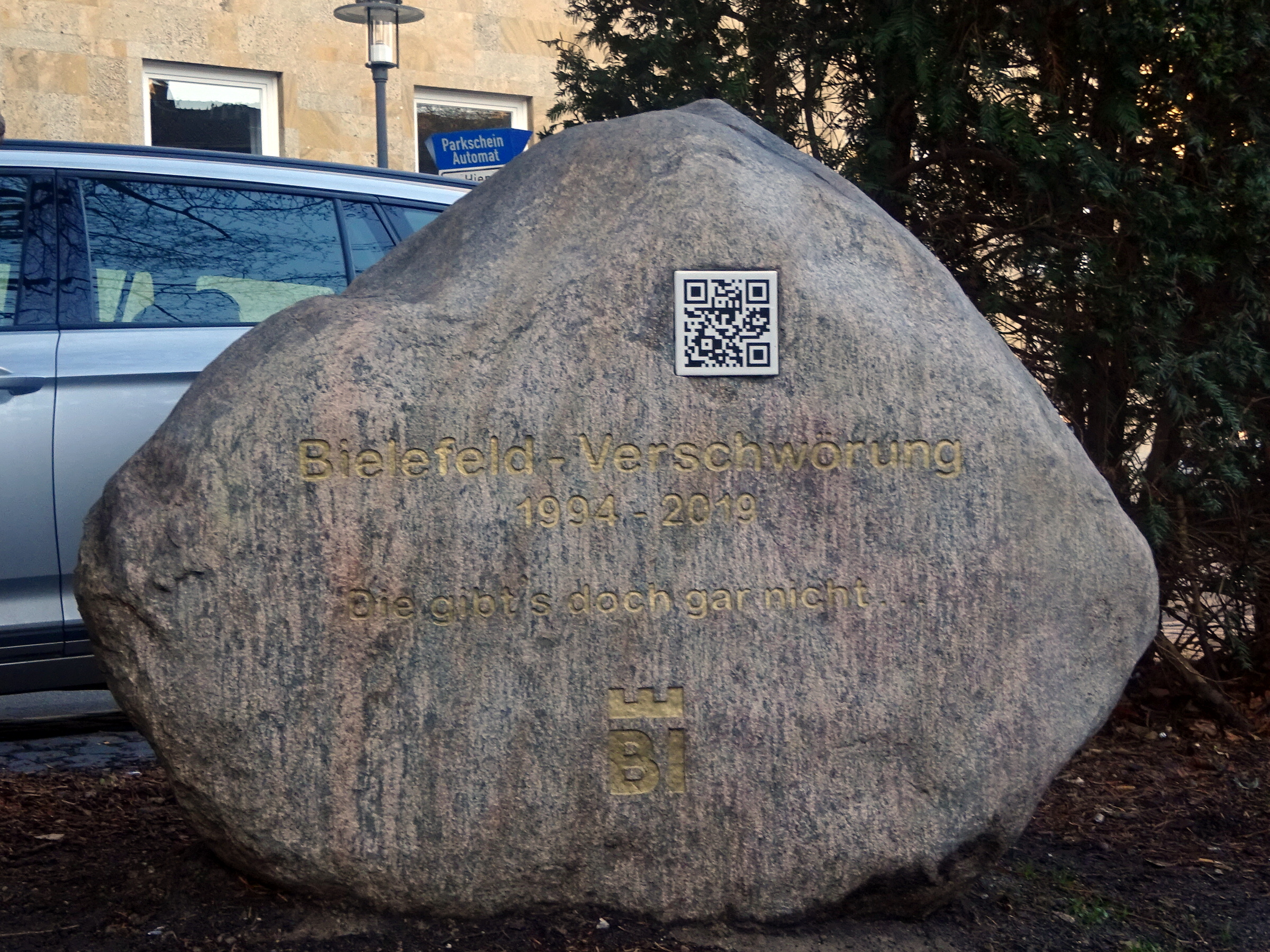
Piedra conmemorativa con motivo del fin de la conspiración de Bielefeld

La «Conspiración de Bielefeld» surgió el 16 de mayo de 1994 como un mensaje en el grupo de noticias de.talk.bizarre. Su autor fue Achim Held, a la sazón estudiante de informática. Desde ese momento, el meme se empezó a difundir con rapidez a través de la comunidad de internautas de Alemania y, a fecha de 2024,apenas ha perdido popularidad.
En una entrevista televisada con motivo del décimo aniversario del mensaje original, Held confirmó que la idea se le ocurrió tras una conversación con un ávido lector de publicaciones de temática New Age en una fiesta.[cita requerida]

## Factores psicosociales
La relativa difusión que ha llegado a alcanzar puede deberse a una combinación de factores, entre los cuales cabe mencionar:
- La alusión directa a las populares teorías de conspiración.
- El hecho de que la ciudad utilizada, Bielefeld, se encuentre en el centro de una región rural en la zona central del país. Carente de atractivos turísticos, oficinas gubernamentales relevantes y que ni siquiera conserva construcciones antiguas debido a los bombardeos de la Segunda Guerra Mundial. Como consecuencia de esto, la localidad recibe poca o ninguna cobertura en los medios de comunicación, y los habitantes de otras regiones no pueden imaginársela.
- Su dialecto es muy similar al alemán estándar, sin un «acento de Bielefeld» característico que pudiera llamarle la atención a otros hablantes.
- Se encuentra en la importante ruta logística entre la cuenca del Ruhr y Berlín, y cuenta con acceso a una de las principales autopistas ─la A2─, así como a la línea de ferrocarril de gran velocidad que une Dortmund, Hannover y Berlín. Sin embargo, la autopista solo llega hasta las afueras de la ciudad. De manera similar, la estación de tren, aunque está situada en el centro de la ciudad, estuvo en proceso de remodelación hasta finales del 2007, lo cual le confería un permanente y sospechoso aspecto de provisionalidad. Debido a estos factores, muchos viajeros pasaron cerca de ella sin llegar nunca a verla.[cita requerida]

## Reacción oficial
A pesar de los empeños de su municipalidad por promover una imagen pública en otras regiones, los resultados fueron en ocasiones contraproducentes. Por ejemplo, en 1999, casi cinco años después de la acuñación del meme, las autoridades locales publicaron una nota de prensa titulada «Bielefeld gibt es doch!», (traducido al español como «¡Bielefeld existe!»). Sin embargo, la fecha de edición data el día 1 de abril, celebración del «Aprilscherz» (Día de los inocentes). Los seguidores de la broma usaron esta coincidencia como una nueva «prueba» de su tesis.[cita requerida]
En 2014, el 800.° aniversario de la fundación de la ciudad se celebró bajo el lema autosatírico de «Das gibt's doch gar nicht!»  ─traducido como «¡No es posible!», o «¡No existe!»─.
El 25 de enero de 2017, el nombre de la página de Facebook de la ciudad cambió de «Bielefeld» a «Bielefeldverschwörung», que en castellano significa «Conspiración de Bielefeld». Se dio la explicación de que debió haber habido un consenso entre varios usuarios que votaron por un cambio de nombre, el cual se dio de manera automática. El nombre correcto se restableció poco tiempo después.

## Fenómenos relacionados
En otros sitios del mundo se encuentran distintas sátiras que llevan a lo mismo, teorías humorísticas de ciudades o lugares que supuestamente no existen:
- En muchos países americanos han teorizado sobre la «inexistencia» de Paraguay.
- En Chile se afirma que las ciudades de Combarbalá y Rancagua no existen.[7][8]
- En Argentina, de igual manera, se popularizó en 2019 un thread de la red social Twitter el cual argumentaba la inexistencia de la provincia de La Pampa.[9]
- En México existe la teoría satírica de que Tlaxcala no existe.[10]
- En Colombia los internautas se cuestionan seriamente la existencia de Barrancabermeja y en menor medida, de la sede en Bosa de la Universidad Distrital.[11]
- En Venezuela los usuarios de internet bromean con la «inexistencia» del estado de Delta Amacuro.
- En Perú se pone en duda la existencia de Huancavelica; y a nivel metropolitano, el distrito de San Luis.
- En El Salvador los usuarios bromean con que el Departamento de Cabañas no existe.
- En España se suele bromear con que Murcia y  Teruel no existen.[12]

Fuera de los países hispanohablantes sobresalen los casos de:
- El estado de Acre en Brasil.[13]
- La región de Molise en Italia.[14]
- El condado de Rutland y el pueblo de Ackworth del condado de West Yorkshire en Reino Unido.[15][16]
- La ciudad de Jhumri Tilaiya en India.[17]
- La ciudad de Hasselt en Bélgica.[18]
- El estado de Wyoming en Estados Unidos.[19][20][21]
- El distrito y la ciudad de Leiría en Portugal.
- La prefectura de Saitama en Japón.[22]
- La ciudad de Zhitómir en Ucrania.
- La ciudad de Semnán en Irán.
- La provincia de Manitoba en Canadá.
- La ciudad de Ness Ziona y Petah Tikva en Israel.[23]
- La ciudad de Kilkis en Grecia.[24]
- Los países de Finlandia y Australia en su totalidad.[25][26]